# Земире (опера)
«Земире» — опера Тиграна Чухаджяна, написанная в 1890 году. Первоначальное название — «Ebudia e Zemire». Впервые «Земире» была представлена 12 апреля 1891 года во французском театре «Concordia» в Константинополе.
Некоторые источники рассматривают стамбульскую премьеру «Земире» как начало отсчёта развития традиций оперного искусства в Турции.

## Сюжет
Всесильный великий волшебник Эбудия посещает льющийся каскадом фонтан, чтобы оживить свойства его вод как чудесного эликсира любви. Волшебник мастерски накладывает свои чары и исчезает в темной ночи. Группа молодых девушек с кувшинами поёт похвалы весне и яркой жизни на фоне прекрасного фонтана. Земире — дочь вождя племени Бенезар, вместе с матерью, переодетые нищенками, приходят к волшебному фонтану, где Земире видит принца Элсантура — здесь же они влюбляются друг в друга. Затем следует их долгое расставание, после которого они наконец находят друг друга и женятся.